# Espace urbain de Saint-Girons
Cet article court présente un sujet plus développé dans : Espace urbain.
L’espace urbain de Saint-Girons était un espace urbain français centré sur la ville de Saint-Girons, en Ariège. C'était en 1999 le 85e des 96 espaces urbains français par la population. Il comportait alors 29 communes.
L'INSEE a remplacé ce zonage en 2010 par l'aire urbaine de Saint-Girons comprenant 39 communes puis en 2020 par l'aire d'attraction de Saint-Girons comprenant 70 communes.